# Ideopsis sumbawana
Ideopsis sumbawana är en fjärilsart som beskrevs av Hans Fruhstorfer 1899. Ideopsis sumbawana ingår i släktet Ideopsis och familjen praktfjärilar. Inga underarter finns listade i Catalogue of Life.